# Margherita di Navarra e di Sicilia
Margherita di Navarra, nota anche come Margherita di Sicilia (in basco Margarita Iruñekoa; Laguardia, 1128 circa – Palermo, 12 agosto 1183), principessa di Navarra, è stata regina consorte di Sicilia dal 1154 al 1166 e reggente del regno di Sicilia dal 1166 al 1171.

## Biografia

### Origine
Figlia del re di Navarra, García IV Ramírez e di Margherita de l'Aigle, figlia di Gilbert de l'Aigle.
Nel Chronicon sive annales di Romualdo Guarna, Margherita viene citata come Margaritam filiam Garsie regis Navarre, moglie di Guglielmo il Malo (rex Guillelmus). Sempre Romualdo Guarna, nella sua Cronaca, riferisce che, nel 1150, Margherita sposò l'erede al trono di Sicilia, Guglielmo (1121-1166), figlio del re di Sicilia, Ruggero II, e di Elvira Alfonso di Castiglia.

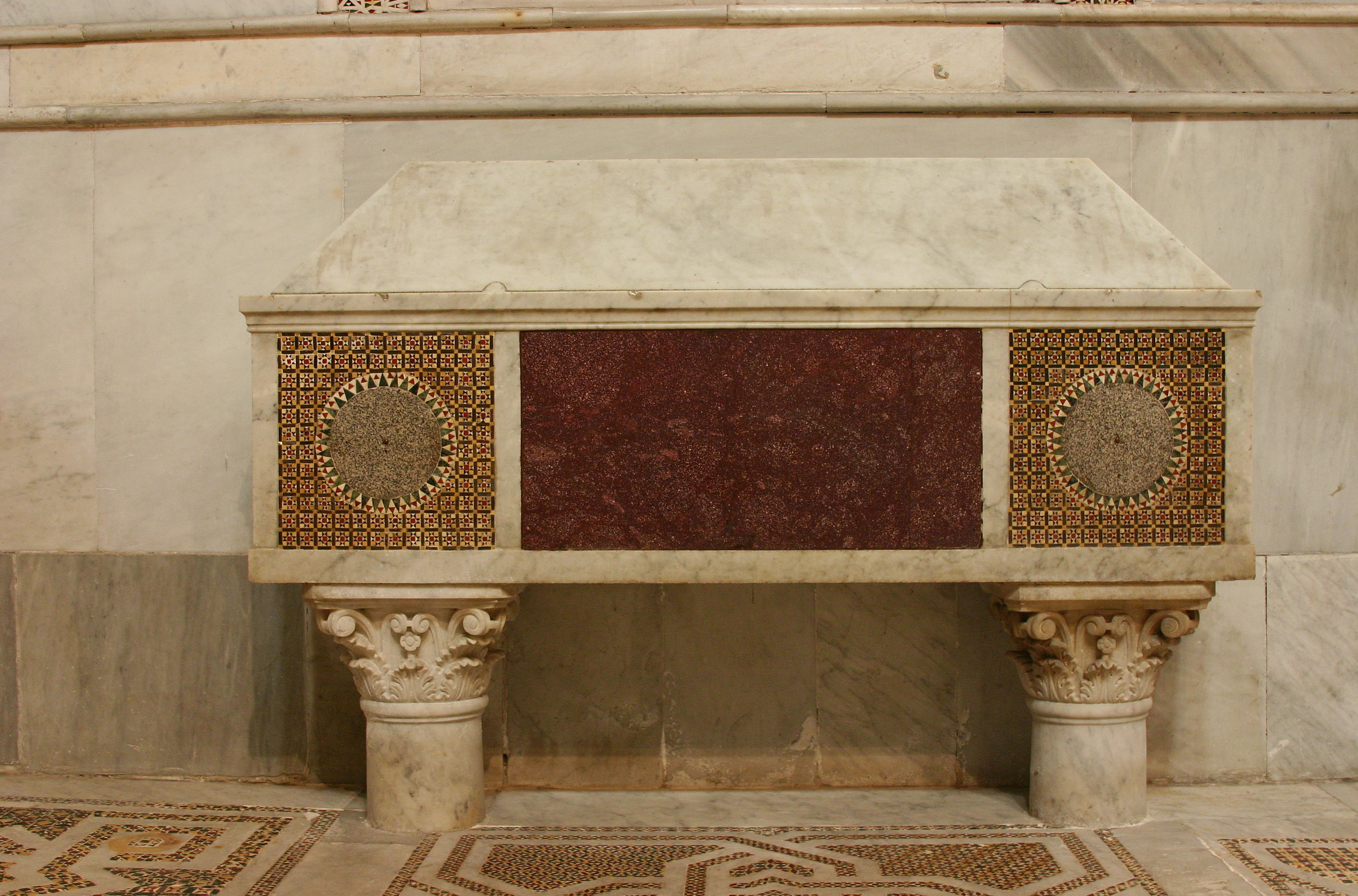
Tomba della regina Margherita nel Duomo di Monreale

### Regina di Sicilia
Nel 1154, alla morte del suocero Ruggero II, Margherita divenne regina consorte del regno di Sicilia, in un periodo piuttosto travagliato della vita del regno, tra minacce esterne (dell'impero germanico, portata da Federico I Barbarossa, di quella dell'impero di Bisanzio portata da Manuele I Comneno e da quella del papato retto da Adriano IV) e per le insidie dei baroni avversi all'assolutismo stabilito da Ruggero II.

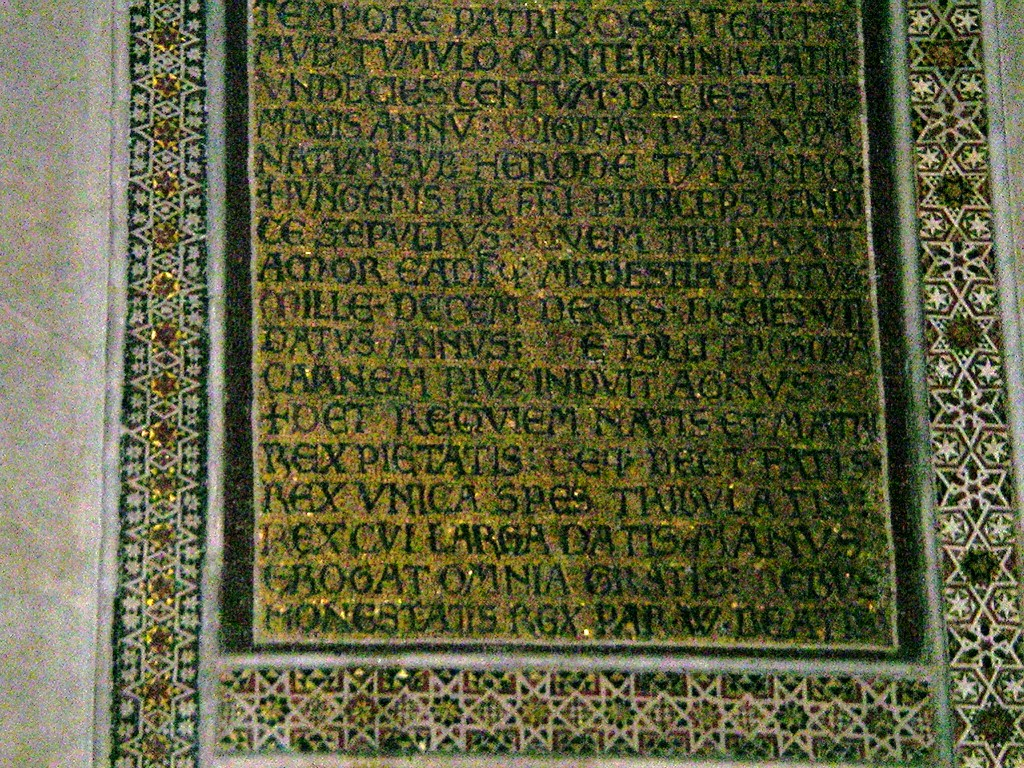
Lapide commemorativa per Enrico, principe di Capua figlio della regina Margherita, nel Duomo di Monreale.

Nel 1156, e poi, nel 1160, si ebbero delle rivolte; particolarmente grave fu la seconda, guidata da Matteo Bonello che portò all'uccisione del ministro Maione di Bari, di cui pare fosse innamorata (e contraccambiata) la regina.

### Reggente del regno
Nel 1166, alla morte del marito, Margherita ebbe la tutela dell'erede al trono, Guglielmo il buono, ed esercitò la reggenza.
Inizialmente, anziché appoggiarsi ai funzionari che reggevano le sorti del regno con suo marito fece venire dalla Navarra il fratellastro, Rodrigo Garcés, che nominò conte di Montescaglioso, il cugino, Stefano du Perché, nominato cancelliere e vescovo di Palermo, ed altri parenti cui affidò il governo del regno. Questo comportamento scontentò sia i baroni che i funzionari, italici e saraceni, e portò ad una rivolta capeggiata da Matteo d'Aiello, che in un primo tempo fu imprigionato, ma in seguito riuscì ad avere la meglio e a fare allontanare i navarresi ed i francesi.
Nel 1168, fu formato quindi un nuovo gabinetto di dieci familiares regis, ovvero di consiglieri, tra cui figuravano Enrico, conte di Montescaglioso (il fratellastro della regina, Rodrigo, cui era stato cambiato il nome), Matteo d'Aiello, Riccardo di Mandra, Riccardo Palmer, Romualdo Guarna e Gualtiero Offamilio (precettore del giovane re). Gualtiero Offamilio, inoltre, fu eletto vescovo di Palermo mentre, nel 1169, Matteo d'Aiello divenne vicecancelliere, infatti compare con tale incarico nei documenti del dicembre dello stesso anno.
Il potere della regina madre fu notevolmente ridotto (praticamente fu solo reggente de jure) e Margherita, per la destituzione del cancelliere e vescovo di Palermo, il cugino Stefano di Perche; si appellò al papa Alessandro III, cui aveva versato dei denari per contrastare il Barbarossa, ma senza ottenere risultati. Si rivolse anche all'Arcivescovo di Canterbury, Thomas Becket, con cui tenne una corrispondenza, che gli diede solo appoggio morale, mentre lei lo appoggiava nella controversia che lo opponeva al re d'Inghilterra, Enrico II ma Becket fu ucciso nel 1170. Divenuto maggiorenne, Guglielmo II venne incoronato re nel dicembre 1171.

### Gli ultimi anni
Credente ed osservante, Margherita fu la principale sostenitrice della fondazione dell'Abbazia di Santa Maria di Maniace (chiamata successivamente Ducea Maniace o Castello Maniaci di Bronte, abbazia benedettina da lei fondata nel 1172 in onore del generale bizantino Giorgio Maniace, principe e Vicario dell'Imperatore di Costantinopoli, i cui discendenti si erano imparentati con la casa reale d'Altavilla, secondo gli Annales Siculi),  dove, si narra, trascorse in clausura gli ultimi anni della sua esistenza, spostandosi a volte nella chiesa di San Marco d'Alunzio, che fu il primo castello di Roberto il Guiscardo, in Sicilia. Tra il 1173 ed il 1178 finanziò il vescovo Gualtiero nella costruzione della Chiesa del Santo Spirito di Palermo.

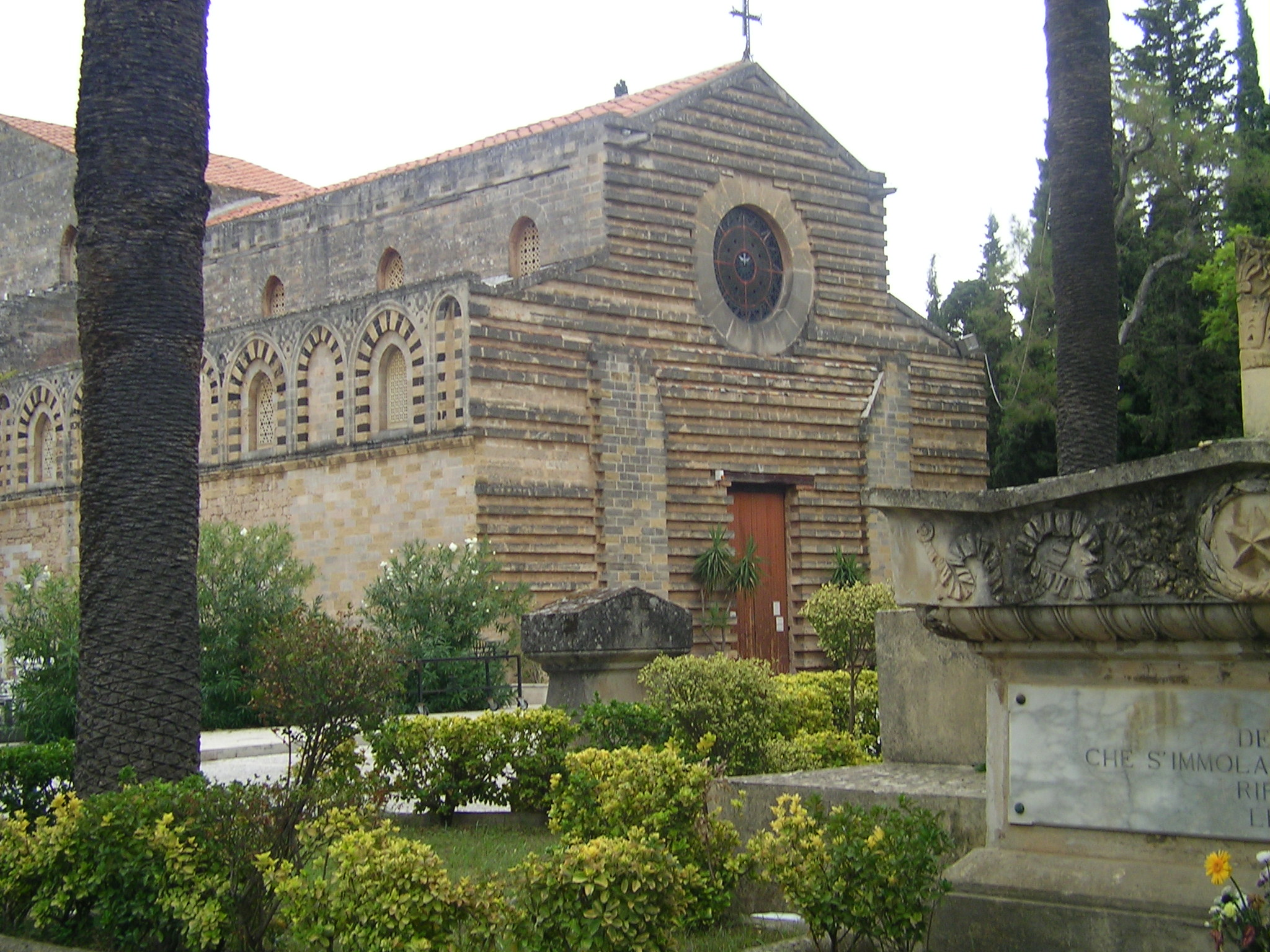
La Chiesa dello Spirito Santo o Chiesa del Vespro

Margherita, secondo lo storico, La Lumia, in età avanzata era ancora bella, superba e leggiadra, morì il 12 agosto 1183, e fu sepolta, nel Duomo di Monreale, fatto costruire dal figlio, Guglielmo II, nel 1174.

## Discendenza
Margherita a Guglielmo diede quattro figli:
- Ruggero (1152-1161), IV duca di Puglia (Ruggero IV) dopo il 1154. Secondo il cronista, Ugo Falcando, una cospirazione, nel 1161, aveva progettato di installare sul trono Ruggero al posto di suo padre Guglielmo, ma durante la rivolta una freccia uccise Ruggero, mentre si affacciava ad una finestra del palazzo reale.
- Guglielmo II detto il Buono (1153-1189), successore del padre sul trono di Sicilia, nel 1166
- Roberto (1154-1160), III principe di Capua,
- Enrico (1158-1172), principe di Capua, dopo la morte del fratello, Roberto. Secondo gli Annali di Romualdo Guarna, Enrico, nel 1172, seguì il fratello, il re Guglielmo II in Puglia, ma si ammalò e dovette tornare in Sicilia dove morì.

## Ascendenza
|                                    |   |                     | Genitori           |  |  | Nonni |  |  | Bisnonni                 |  |  | Trisnonni         |  |
|                                    |   |                     |                    |  |  |       |  |  | Sancho Garcés di Navarra |  |  | García II Jiménez |  |
|                                    |   |                     |                    |  |  |       |  |  | Sancho Garcés di Navarra |  |  | García II Jiménez |  |
|                                    |   | Dadildis di Pallars |                    |  |  |       |  |  | Sancho Garcés di Navarra |  |  |                   |  |
| Ramiro Sánchez di Monzón           |   |                     |                    |  |  |       |  |  | Sancho Garcés di Navarra |  |  |                   |  |
|                                    |   | Toda di Navarra     | Aznar Sánchez      |  |  |       |  |  |                          |  |  |                   |  |
|                                    |   | Toda di Navarra     | Aznar Sánchez      |  |  |       |  |  |                          |  |  |                   |  |
|                                    |   | Toda di Navarra     | Onneca Fortúnez    |  |  |       |  |  |                          |  |  |                   |  |
| García IV Ramírez di Navarra       |   | Toda di Navarra     |                    |  |  |       |  |  |                          |  |  |                   |  |
|                                    |   | El Cid              | Diego Laínez       |  |  |       |  |  |                          |  |  |                   |  |
|                                    |   | El Cid              | Diego Laínez       |  |  |       |  |  |                          |  |  |                   |  |
|                                    |   | El Cid              | Teresa Rodríguez   |  |  |       |  |  |                          |  |  |                   |  |
| Cristina Rodríguez                 |   | El Cid              |                    |  |  |       |  |  |                          |  |  |                   |  |
|                                    |   | Jimena Díaz         | Diego Fernández    |  |  |       |  |  |                          |  |  |                   |  |
|                                    |   | Jimena Díaz         | Diego Fernández    |  |  |       |  |  |                          |  |  |                   |  |
|                                    |   | Jimena Díaz         | Cristina Fernández |  |  |       |  |  |                          |  |  |                   |  |
| Margherita di Navarra e di Sicilia |   | Jimena Díaz         |                    |  |  |       |  |  |                          |  |  |                   |  |
|                                    | … | …                   |                    |  |  |       |  |  |                          |  |  |                   |  |
|                                    | … | …                   |                    |  |  |       |  |  |                          |  |  |                   |  |
|                                    | … | …                   |                    |  |  |       |  |  |                          |  |  |                   |  |
| Gilbert de L'Aigle                 | … |                     |                    |  |  |       |  |  |                          |  |  |                   |  |
|                                    |   | …                   | …                  |  |  |       |  |  |                          |  |  |                   |  |
|                                    |   | …                   | …                  |  |  |       |  |  |                          |  |  |                   |  |
|                                    |   | …                   | …                  |  |  |       |  |  |                          |  |  |                   |  |
| Margherita de l'Aigle              |   | …                   |                    |  |  |       |  |  |                          |  |  |                   |  |
|                                    |   | …                   | …                  |  |  |       |  |  |                          |  |  |                   |  |
|                                    |   | …                   | …                  |  |  |       |  |  |                          |  |  |                   |  |
|                                    |   | …                   | …                  |  |  |       |  |  |                          |  |  |                   |  |
| Julienne du Perche                 |   | …                   |                    |  |  |       |  |  |                          |  |  |                   |  |
|                                    |   | …                   | …                  |  |  |       |  |  |                          |  |  |                   |  |
|                                    |   | …                   | …                  |  |  |       |  |  |                          |  |  |                   |  |
|                                    |   | …                   | …                  |  |  |       |  |  |                          |  |  |                   |  |
|                                    |   | …                   |                    |  |  |       |  |  |                          |  |  |                   |  |